# Kluzov
Kluzov – wieś, część gminy Haňovice, położona w kraju ołomunieckim, w powiecie Ołomuniec, w Czechach.